# Stacje księżycowe

Dysk ukazujący 28 stacji księżycowych

Stacje księżycowe (chiń. 二十八宿; pinyin Èrshí Bāxiù) – w tradycyjnej chińskiej astronomii dwadzieścia osiem konstelacji gwiezdnych, położonych wzdłuż równika niebieskiego, które przemierza Księżyc podczas obiegu Ziemi. Każdą z nich zamieszkuje inny duch, władający kolejnym dniem. Stacje podzielone są po siedem w cztery grupy, z których każda ma swój symbol i odpowiadające mu porę roku oraz kierunek świata.
28 stacji księżycowych odgrywało ważną rolę w dawnej astrologii, stąd często ich symbole umieszczano na kompasach geomantycznych.
| Symbol                        | Stacja            | Stacja     | Stacja            | Stacja |
| Symbol                        | Liczba porządkowa | Nazwa      | Tłumaczenie       |        |
| ----------------------------- | ----------------- | ---------- | ----------------- | ------ |
| Zielony Smok: Wiosna, wschód  | 1                 | 角 (Jiăo)  | Róg               |        |
| Zielony Smok: Wiosna, wschód  | 2                 | 亢 (Kàng)  | Szyja             |        |
| Zielony Smok: Wiosna, wschód  | 3                 | 氐 (Dĭ)    | Podstawa domu     |        |
| Zielony Smok: Wiosna, wschód  | 4                 | 房 (Fáng)  | Pokój             |        |
| Zielony Smok: Wiosna, wschód  | 5                 | 心 (Xīn)   | Serce             |        |
| Zielony Smok: Wiosna, wschód  | 6                 | 尾 (Wěi)   | Ogon              |        |
| Zielony Smok: Wiosna, wschód  | 7                 | 箕 (Jī)    | Kosz              |        |
| Czarny Żółw: Zima, północ     | 8                 | 斗 (Dǒu)   | Czerpak           |        |
| Czarny Żółw: Zima, północ     | 9                 | 牛 (Niú)   | Bawół             |        |
| Czarny Żółw: Zima, północ     | 10                | 女 (Nǚ)    | Panna             |        |
| Czarny Żółw: Zima, północ     | 11                | 虛 (Xū)    | Pustka            |        |
| Czarny Żółw: Zima, północ     | 12                | 危 (Wēi)   | Wierzchołek dachu |        |
| Czarny Żółw: Zima, północ     | 13                | 室 (Shì)   | Dom               |        |
| Czarny Żółw: Zima, północ     | 14                | 壁 (Bì)    | Ściana            |        |
| Biały Tygrys: Jesień, zachód  | 15                | 奎 (Kuí)   | But               |        |
| Biały Tygrys: Jesień, zachód  | 16                | 婁 (Lóu)   | Kopiec            |        |
| Biały Tygrys: Jesień, zachód  | 17                | 胃 (Wèi)   | Brzuch            |        |
| Biały Tygrys: Jesień, zachód  | 18                | 昴 (Mǎo)   | Plejady           |        |
| Biały Tygrys: Jesień, zachód  | 19                | 畢 (Bì)    | Sieć              |        |
| Biały Tygrys: Jesień, zachód  | 20                | 觜 (Zī)    | Dziób             |        |
| Biały Tygrys: Jesień, zachód  | 21                | 參 (Shēn)  | Orion             |        |
| Czerwony Ptak: Lato, południe | 22                | 井 (Jǐng)  | Studnia           |        |
| Czerwony Ptak: Lato, południe | 23                | 鬼 (Guǐ)   | Duch              |        |
| Czerwony Ptak: Lato, południe | 24                | 柳 (Liǔ)   | Wierzba           |        |
| Czerwony Ptak: Lato, południe | 25                | 星 (Xīng)  | Ptasia gwiazda    |        |
| Czerwony Ptak: Lato, południe | 26                | 張 (Zhāng) | Łuk               |        |
| Czerwony Ptak: Lato, południe | 27                | 翼 (Yì)    | Skrzydło          |        |
| Czerwony Ptak: Lato, południe | 28                | 軫 (Zhěn)  | Powóz             |        |